# Edward Ortlieb
Edward Ortlieb   (Oberndorf am Neckar, 16 de juliol de 1807 - Stuttgart, 4 de febrer de 1861) fou un compositor alemany.
Es dedicà a la carrera eclesiàstica i fou pastor a Drakenstein (Württemberg) durant quinze anys. Morí en travessar la superfície gelada d'un llac, pels voltants de Stuttgart, en trencar-se el gel al seu pas. Les seves composicions musicals són de caràcter religiós, figurant entre elles: una missa a 4 veus amb orgue i petita orquestra (Stuttgart, 1846), Rèquiem a 3 veus i orquestra, impresa també a Stuttgart, com també altres dues misses, a 4 veus i orgue, i a 4 veus i orquestra, respectivament. A més se li deu l'obra Anweisung zum Praeludiren für Fünglinge des Schulstandes und deren Lehren, i la fundació del diari Organs für Kirchenmusik, redactat per ell.